# Sous-région de Joutsa
La Sous-région de Joutsa (finnois : Joutsan seutukunta) (jusqu'en 2004 Kaakkoisen Keski-Suomen seutukunta) est une sous-région de la Finlande centrale. 
Au niveau 1 (LAU 1) des unités administratives locales définies par l'Union européenne elle porte le numéro 132.

## Municipalités
La sous-région est formée de 2 municipalités:
| Blason            | Municipalité           |
| ----------------- | ---------------------- |
| Blason de Joutsa  | Joutsa (Municipalité)  |
| Blason de Luhanka | Luhanka (Municipalité) |

## Histoire
- Le 1er janvier 2008 Leivonmäki a fusionné avec Joutsa.

## Population
Depuis 1980, l'évolution démographique de la sous-région de Joutsa est la suivante:
| Année      | 1980  | 1985  | 1990  | 1995  | 2000  | 2005  | 2010  |
| ---------- | ----- | ----- | ----- | ----- | ----- | ----- | ----- |
| population | 7 580 | 7 296 | 7 085 | 6 913 | 6 386 | 6 094 | 5 884 |

## Politique
Les résultats de l'élection présidentielle finlandaise de 2018:
- Sauli Niinistö   63.3%
- Paavo Väyrynen   9.4%
- Matti Vanhanen   8.8%
- Pekka Haavisto   6.6%
- Laura Huhtasaari   6.6%
- Tuula Haatainen   3.0%
- Merja Kyllönen   1.9%
- Nils Torvalds   0.5%